# Помехувек (гмина)
Помехувек (пол. Pomiechówek) — сельская гмина (волость) в Польше, входит как административная единица в Новодвурский повет (Мазовецкое воеводство), Мазовецкое воеводство. Население — 8816 человек (на 2004 год).

## Демография
| Перепись                       | Всего   | Всего | Женщины | Женщины | Мужчины | Мужчины |
| ------------------------------ | ------- | ----- | ------- | ------- | ------- | ------- |
| Единицы                        | человек | %     | человек | %       | человек | %       |
| Население                      | 8816    | 100   | 4581    | 52      | 4235    | 48      |
| Плотность населения (чел./км²) | 86,2    | 86,2  | 44,8    | 44,8    | 41,4    | 41,4    |

## Сельские округа
1. Блендово
2. Блендувко
3. Броды
4. Броды-Парцеле
5. Брониславка
6. Цегельня-Косево
7. Чарново
8. Фальбоги-Борове
9. Голавице-Друге
10. Голавице-Первше
11. Киколы
12. Косевко
13. Косево
14. Нове-Ожехово
15. Новы-Модлин
16. Помехово
17. Помехувек
18. Помоцня
19. Станиславово
20. Старе-Ожехово
21. Щыпёрно
22. Снядувко
23. Воля-Блендовска
24. Вуйтоство
25. Вулька-Кикольска
26. Вымыслы
27. Запецки

## Соседние гмины
1. Гмина Насельск
2. Новы-Двур-Мазовецки
3. Гмина Сероцк
4. Гмина Велишев
5. Гмина Закрочим